# Stephanie Beatriz
Stephanie Beatriz Bischoff Alvizuri (Neuquén, 10 februari 1981) is een Amerikaans actrice. Ze is het bekendst van haar rol als Rosa Diaz in de komische televisieserie Brooklyn Nine-Nine en als Jessica in de film Short Term 12.

## Levensloop
Stephanie Beatriz werd geboren in Neuquén, Argentinië, als dochter van een Colombiaanse vader en een Boliviaanse moeder. Met haar ouders en jongere zusje emigreerde ze op tweejarige leeftijd naar de Verenigde Staten. Ze groeide op in Webster (Texas), waar ze op school aan toneelspelen deed. Beatriz studeerde aan het Stephens College in Missouri en verhuisde daarna naar New York om haar acteercarrière voort te zetten.
Beatriz speelde kleine rollen in de politietelevisieseries The Closer en Southland, maar ook een terugkerende rol als Gloria's zus Sonia in de populaire comedieserie Modern Family. Ze trad onder andere op met het Yale Repertory Theatre en het Oregon Shakespeare Festival.. Beatriz had in 2013 haar eerste filmrol als Jessica in Short Term 12. Beatriz speelde Bonnie in de onafhankelijke speelfilm The Light of the Moon. De film ging in première op het South by Southwest filmfestival van 2017 en won de publieksprijs voor Narrative Feature. 
Sinds 2013 speelt ze Detective Rosa Diaz in Brooklyn Nine-Nine, een comedieserie over een politiebureau in Brooklyn. Vanaf 2018 spreekt ze het personage Gina in BoJack Horseman in.
Beatriz liet in 2016 op Twitter weten dat ze biseksueel is. In oktober 2018 trouwde ze in Los Angeles met Brad Hoss. Het stel woont in Los Angeles.

## Prijzen en nominaties
| Jaar | Prijs         | Categorie                                | Werk               | Resultaat   |
| ---- | ------------- | ---------------------------------------- | ------------------ | ----------- |
| 2014 | Imagen Awards | Beste ondersteunende actrice – Televisie | Brooklyn Nine-Nine | Genomineerd |
| 2018 | Imagen Awards | Beste ondersteunende actrice – Televisie | Brooklyn Nine-Nine | Gewonnen    |

- Biblioteca Nacional de España: XX5523681
- International Standard Name Identifier: 0000 0003 8204 1756
- Library of Congress Control Number: no2012121113
- MusicBrainz: 6dca439d-0612-4c83-bf00-52747922fe62
- Nationale Bibliotheek van Israël: 987011437414605171
- Nederlandse Thesaurus van Auteursnamen: 384074871
- Virtual International Authority File: 262727567
- WorldCat: E39PBJbxFg8Kt39Jtq9QRxkJjC